# デンバー市長
デンバー市長（英語：Mayor of Denver）は、アメリカ合衆国のコロラド州デンバーの首長（市長）である。
| #  | 氏名                                       | 任期                          |
| -- | ------------------------------------------ | ----------------------------- |
| 1  | ジョン・C・ムーア                          | 1859年 - 1861年               |
| 2  | チャールズ・A・クック                      | 1861年 - 1863年               |
| 3  | エイモス・ステック                         | 1863年 - 1864年               |
| 4  | ハイラム・J・ブレンドリンジャー            | 1864年 - 1865年               |
| 5  | ジョージ・T・クラーク                      | 1865年 - 1866年               |
| 6  | ミルトン・デラノ                           | 1866年 - 1868年               |
| 7  | ウィリアム・M・クレイトン                  | 1868年 - 1869年               |
| 8  | バクスター・B・スタイルズ                  | 1869年 - 1871年               |
| 9  | ジョン・ハーパー                           | 1871年 - 1872年               |
| 10 | ジョゼフ・E・ベイツ                        | 1872年 - 1873年               |
| 11 | フランシス・M・ケイス                      | 1873年 - 1874年               |
| 12 | ウィリアム・J・バーカー                    | 1874年 - 1876年               |
| 13 | R・G・バッキンガム                         | 1876年 - 1877年               |
| 14 | バクスター・B・スタイルズ                  | 1877年 - 1878年               |
| 15 | リチャード・ソプリス                       | 1878年 - 1881年               |
| 16 | ロバート・モリス                           | 1881年 - 1883年               |
| 17 | ジョン・ロング・ラウト                     | 1883年 - 1885年               |
| 18 | ジョゼフ・E・ベイツ                        | 1885年 - 1887年               |
| 19 | ウィリアム・スコット・リー                 | 1887年 - 1889年               |
| 20 | ウルフ・ロンドナー                         | 1889年 - 1891年               |
| 21 | プラット・ロジャース                       | 1891年 - 1893年               |
| 22 | M・D・ヴァン・ホーン                       | 1893年 - 1895年               |
| 23 | トーマス・S・マクマリー                    | 1895年 - 1899年               |
| 24 | ヘンリー・V・ジョンソン                    | 1899年 - 1901年               |
| 25 | ロバート・R・ライト                        | 1901年 - 1904年               |
| 26 | ロバート・W・スピアー                      | 1904年 - 1912年               |
| 27 | ヘンリー・J・アーノルド                    | 1912年 - 1913年               |
| 28 | J・M・パーキンス                           | 1913年 - 1915年               |
| 29 | ウィリアム・H・シャープリー                | 1915年 - 1916年               |
| 30 | ロバート・W・スピアー                      | 1916年 - 1918年               |
| 31 | ウィリアム・フィッツ・ランドルフ・ミルズ   | 1918年 - 1919年               |
| 32 | デューイ・C・ベイリー                      | 1919年 - 1923年               |
| 33 | ベンジャミン・フランクリン・ステイプルトン | 1923年 - 1931年               |
| 34 | ジョージ・D・ビゴー                        | 1931年 - 1935年               |
| 35 | ベンジャミン・フランクリン・ステイプルトン | 1935年 - 1947年               |
| 36 | J・クイッグ・ニュートン                    | 1947年 - 1955年               |
| 37 | ウィル・ニコルソン                         | 1955年 - 1959年               |
| 38 | リチャード・バタートン                     | 1959年 - 1961年               |
| 39 | トーマス・G・カリガン                      | 1963年 - 1968年               |
| 40 | ウィリアム・H・マクニコルズ・ジュニア      | 1968年 - 1983年               |
| 41 | フェデリコ・ペーニャ                       | 1983年 - 1991年               |
| 42 | ウェリントン・ウェッブ                     | 1991年 - 2003年               |
| 43 | ジョン・ヒッケンルーパー                   | 2003年7月21日 - 2011年1月12日 |
| 44 | ビル・ヴィダル                             | 2011年1月12日 - 2011年7月18日 |
| 45 | マイケル・ハンコック                       | 2011年7月18日 - 2023年7月17日 |
| 46 | マイク・ジョンストン                       | 2023年7月17日 - （現職）      |